# Мисс Россия 2016
Мисс Россия 2016 — 24-й национальный конкурс красоты Мисс Россия, финал которого состоялся 16 апреля 2016 года в концертном зале «Барвиха Luxury Village». В финале конкурса приняли участие 50 участниц из разных регионов России. Победительницей конкурса стала 18-летняя представительница Тюмени — Яна Добровольская.

## Результаты
| Итоговое место   | Участница |
| ---------------- | --- |
| Мисс Россия 2016 | - Тюмень — Яна Добровольская |
| 1 Вице-Мисс      | - Оренбургская область — Юлиана Королькова |
| 2 Вице-Мисс      | - Киров — Юлия Хорошавина |
| Топ 12           | - Краснодарский край — Мария Антонец - Удмуртия — Полина Тенсина - Иркутская область — Дарья Першина - Челябинск — Евгения Николаевская - Ярославль — Анастасия Полхова - Сергиев Посад — Дарья Курдюкова - Ростов-на-Дону — Алина Гончарова - Туапсе — Алина Торощина - Татарстан — Диляра Ялалтынова |
| Топ 20           | - Дагестан — Альбина Ильдарова - Карелия — Татьяна Кизимова - Свердловская область — Елена Белкова - Башкортостан — Гульнур Зиннатова - Северная Осетия — Екатерина Хачирова - Москва — Валерия Дерягина - Анапа — Елизавета Горюнова - Якутия — Александра Павлова                                    |

## Участницы
| Имя                  | Город                           | Возраст (лет) |
| -------------------- | ------------------------------- | ------------- |
| Александра Павлова   | Якутия                          | 18            |
| Евгения Николаевская | Челябинск                       | 19            |
| Екатерина Хачирова   | Республика Северная Осетия      | 21            |
| Полина Тенсина       | Республика Удмуртия             | 18            |
| Дарья Курдюкова      | Сергиев Посад                   | 18            |
| Елизавета Горюнова   | Анапа                           | 20            |
| Гульнур Зиннатова    | Республика Башкортостан         | 23            |
| Мария Антонец        | Краснодарский край              | 18            |
| Альбина Ильдарова    | Республика Дагестан             | 21            |
| Яна Добровольская    | Тюмень                          | 18            |
| Анастасия Самкова    | Симферополь                     | 18            |
| Валерия Шаховцева    | Ноябрьск                        | 19            |
| Елизавета Глод       | Мурманск                        | 20            |
| Юлия Белякова        | Санкт-Петербург                 | 22            |
| Анна Дмитренко       | Краснодар                       | 20            |
| Талия Айбедуллина    | Ульяновск                       | 19            |
| Анастасия Войнова    | Екатеринбург                    | 21            |
| Назима Гоова         | Кабардино-Балкарская Республика | 18            |
| Анна Серебренникова  | Республика Бурятия              | 23            |
| Виолетта Петровская  | Чита                            | 20            |
| Екатерина Дорожко    | Петрозаводск                    | 18            |
| Елена Белкова        | Свердловская область            | 22            |
| Инна Бычкова         | Орск                            | 19            |
| Юлия Хорошавина      | Киров                           | 21            |
| Анастасия Калинина   | Томск                           | 19            |
| Владислава Кружкова  | Новокузнецк                     | 18            |
| Галина Соловьева     | Белгород                        | 19            |
| Дарья Першина        | Иркутская область               | 19            |
| Анастасия Ляхова     | Краснокаменск                   | 21            |
| Софья Мустафина      | Казань                          | 21            |
| Екатерина Луганская  | Ялта                            | 18            |
| Татьяна Кизимова     | Республика Карелия              | 21            |
| Анастасия Полхова    | Ярославль                       | 23            |
| Валерия Кашинцева    | Иваново                         | 20            |
| Валерия Дерягина     | Москва                          | 19            |
| Алина Гончарова      | Ростов-на-Дону                  | 22            |
| Екатерина Цыбрина    | Орёл                            | 19            |
|                      | Калининград                     | 19            |
| Анна Сарычева        | Красногорск                     | 20            |
| Марина Солодова      | Севастополь                     | 19            |
| Диляра Ялалтынова    | Республика Татарстан            | 18            |
| Ангелина Самохина    | Волгоград                       | 18            |
| Ирина Жданова        | Иркутск                         | 19            |
| Мария Колесник       | Усолье-Сибирское                | 21            |
| Алина Торощина       | Туапсе                          | 20            |
| Анастасия Симбирцева | Саянск                          | 22            |
| Юлиана Королькова    | Оренбургская область            | 21            |
| Кристина Королева    | Ангарск                         | 20            |
| Валентина Бардина    | Сочи                            | 20            |
| Регина Скоролетова   | Химки                           | 20            |

Председатель Комитета по национальностей Гаджимет Сафаралиев попросил Альбину Ильдарову не упоминать, что она родом из Дагестана, посчитав, что девушка не соблюдает норм приличия, фотографируясь в купальнике.